# La Grandeza San Martín
La Grandeza San Martín är en ort i Mexiko.   Den ligger i kommunen Ocotepec och delstaten Chiapas, i den sydöstra delen av landet, 700 km öster om huvudstaden Mexico City. La Grandeza San Martín ligger 1 582 meter över havet och antalet invånare är 131.
Terrängen runt La Grandeza San Martín är varierad. Runt La Grandeza San Martín är det ganska glesbefolkat, med 47 invånare per kvadratkilometer. Närmaste större samhälle är Ocotepec, 0,76 km väster om La Grandeza San Martín. I omgivningarna runt La Grandeza San Martín växer i huvudsak städsegrön lövskog.